# Sophie de Brandebourg-Ansbach-Kulmbach
Sophie de Brandebourg-Ansbach-Culmbach (10 mars 1485, Ansbach – 24 mai 1537, (Liegnitz)) est une princesse de Brandebourg-Ansbach et par mariage duchesse de Liegnitz.

## Biographie
Sophie est la fille du margrave Frédéric II de Brandebourg-Ansbach (1460-1536) de son mariage avec Sophie Jagellon (1464-1512), fille du roi Casimir IV Jagellon de Pologne.
Elle épouse le 24 novembre 1518, le duc Frédéric II de Legnica en Silésie (1480-1547). Il construit le château des Piast à Liegnitz au début du 16e siècle avec le portail Renaissance de l'entrée principale est décorée avec des bustes de Sophie et Frédéric. Le couple est également affiché dans une fenêtre de l'Église de Notre-Dame de Liegnitz.
Sophie ne doit pas être confondue avec sa nièce (1535-1587), qui est aussi la duchesse de Liegnitz.

## Descendance
De son mariage, Sophie a les enfants suivants:
- Frédéric III (1520-1570), duc de Liegnitz, marié en 1538, la princesse Catherine de Mecklembourg (1518-1581)
- George II (1523-1586), duc de Brzeg, marié en 1545, la princesse Barbara de Brandebourg (1527-1595)
- Sophie de Legnica (1525-1546), mariée en 1545, l'électeur Jean II Georges de Brandebourg (1525-1598)

## Sources
- A. de velours: la Chronique de Legnica, imprimé par W. la Pentecôte, 1868, p. 204 ff.